# Georges Gope-Fenepej
Georges Gope-Fenepej (ur. 23 października 1988 na Lifou) – piłkarz nowokaledoński grający na pozycji napastnika. Od 2012 roku jest zawodnikiem klubu Amiens SC. Jest bratem Johna Gope-Fenepej, także piłkarza.

## Kariera klubowa
Karierę piłkarską Gope-Fenepej rozpoczął w klubie AS Kirikitr. W 2006 roku zadebiutował w nim w pierwszej lidze nowokaledońskiej. W 2011 roku przeszedł do AS Magenta.
29 czerwca 2012 roku podpisał roczny kontrakt z pierwszoligowym Troyes AC.
| Sezon   | Klub               | Kraj    | Rozgrywki | Mecze | Bramki | Rozgrywki Europy | Mecze | Bramki |
| ------- | ------------------ | ------- | --------- | ----- | ------ | ---------------- | ----- | ------ |
| 2012/13 | Troyes AC          | Francja | Ligue 1   | 4     | 0      | -                | -     |        |
| 2013/14 | Troyes AC          | Francja | Ligue 2   | 16    | 0      | -                | -     | -      |
| 2014/15 | Troyes AC          | Francja | Ligue 2   | 1     | 1      | -                | -     | -      |
| 2014/15 | US Boulogne (wyp.) | Francja | National  | 20    | 7      | -                | -     | -      |
| 2015/16 | Troyes AC          | Francja | Ligue 1   | 0     | 0      | -                | -     | -      |
| 2015/16 | Amiens SC          | Francja | National  | 18    | 5      | -                | -     | -      |
| 2016/17 | Amiens SC          | Francja | Ligue 2   | 12    | 0      | -                | -     | -      |
| 2017/18 | Amiens SC          | Francja | Ligue 1   | 0     | 0      | -                | -     | -      |

Stan na: 24 lipca 2017 r.

## Kariera reprezentacyjna
W reprezentacji Nowej Kaledonii Gope-Fenepej zadebiutował w 2011 roku. W tym samym roku wygrał z Nową Kaledonią Igrzyska Pacyfiku, na których zdobył 7 bramek. W 2012 roku wystąpił w Pucharze Narodów Oceanii 2012. Z Nową Kaledonią zajął drugie miejsce, a sam strzelił 2 gole na tym turnieju.